# اسكيرات (الركيطة)
اسكيرات هو دُوَّار يقع بجماعة الكريمات، إقليم الصويرة، جهة مراكش آسفي في المملكة المغربية. ينتمي الدوّار لمشيخة الركيطة التي تضم 12 دوار. يقدر عدد سكانه بـ 641 نسمة حسب الإحصاء الرسمي للسكان والسكنى لسنة 2004.

## روابط خارجية
- البوابة الوطنية للجماعات الترابية
- المندوبية السامية للتخطيط